# Biblioteca Pública do Estado (Rio Grande do Sul)
A Biblioteca Pública do Estado do Rio Grande do Sul é um prédio histórico localizado no centro de Porto Alegre, próximo ao Teatro São Pedro, à Catedral Metropolitana e ao Palácio Piratini. É um prédio inventariado pela Prefeitura, e tombado pelo Instituto do Patrimônio Histórico e Artístico Nacional e pelo Instituto do Patrimônio Histórico e Artístico do Estado do Rio Grande do Sul.

## História
A sua criação e instalação decorreram da Lei Provincial n.º 724, de 14 de abril de 1871, que autorizou o gasto de até oito contos de réis para aquisição de livros, e, ao mesmo tempo, criou o cargo de bibliotecário e um de contínuo para sua administração. Iniciou suas atividades em 21 de janeiro de 1877, no antigo prédio do Liceu Dom Afonso, na esquina das ruas Duque de Caxias e Marechal Floriano. Em 1895 já possuía um acervo de 8 mil volumes.
O primeiro diretor foi Fausto de Freitas e Castro, sucedido por Frederico Bier, Joaquim Pedro Soares, Graciano Azambuja, novamente Joaquim Pedro, João Pedro Henrique Duplan (que entregou o cargo de volta a Joaquim Pedro depois de um ano, recebendo-o de volta depois). O Diretor seguinte foi José Pinto Guimarães, 1897 e 1906, primeiro autor a ter este cargo, antes normalmente ocupados por bacharéis, sendo sucedido por outro escritor, Victor Silva.

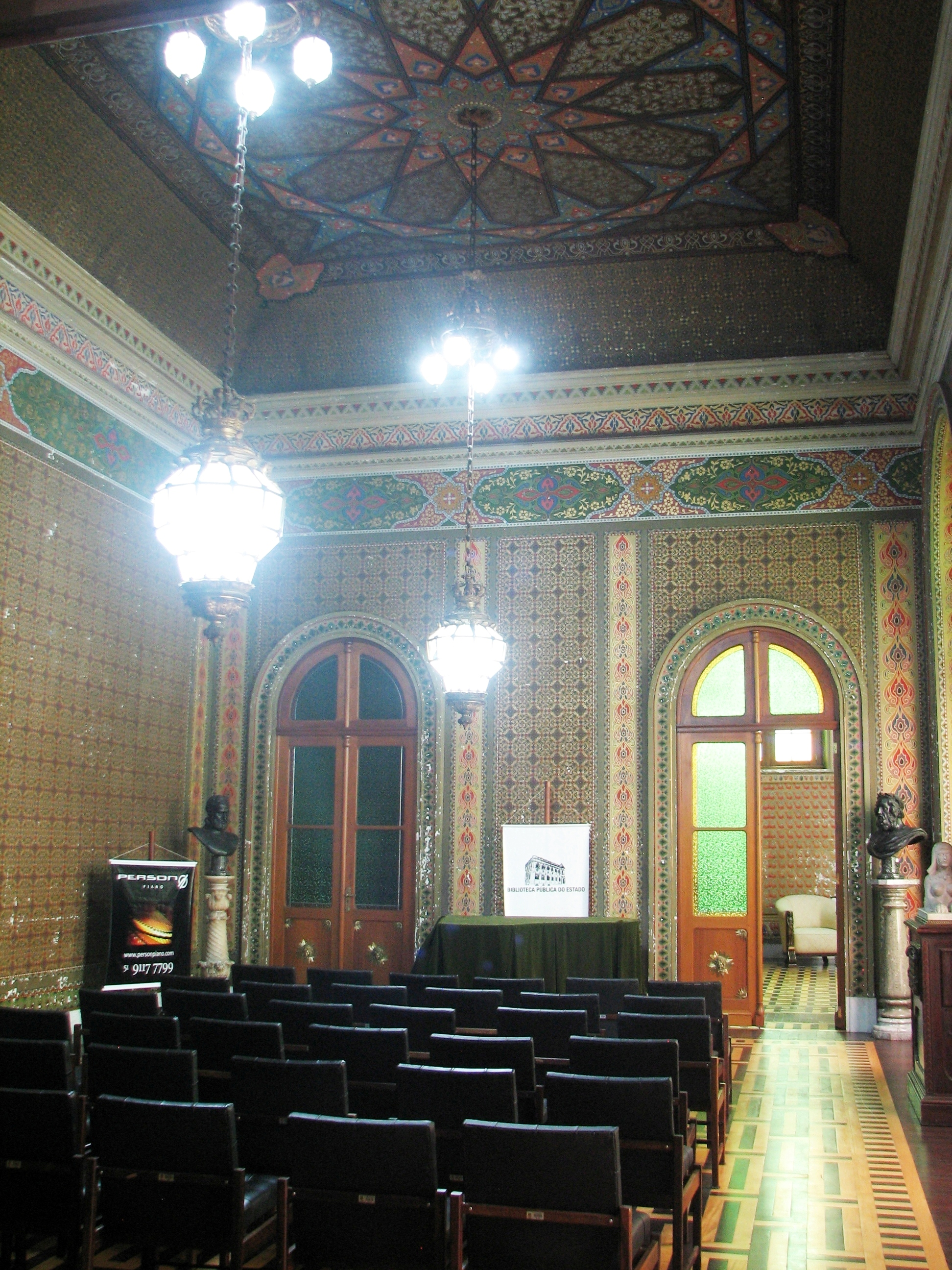
Salão Mourisco

O edifício atual, na esquina da Rua Riachuelo com Rua General Câmara, começou a ser erguido em 7 de fevereiro de 1912, com projeto de Affonso Hebert, uma vez que a antiga sede, na época transformada em Escola Complementar, se encontrava já superlotada. A primeira etapa da construção foi concluída em 1915, completando o bloco defronte à Rua Riachuelo. Em 22 de maio de 1919 foi contratada a ampliação da parte dos fundos, ora sob responsabilidade do engenheiro Teófilo Borges de Barros, sendo acabada em sua estrutura em 1921. Então passou-se à decoração, com aplicação de mármores e parquets, aquisição de mobiliário requintado, pinturas e esculturas, revestimento das paredes internas com pintura decorativa e instalação de estantes de aço, cujo peso obrigou ao reforço do piso. A pintura decorativa esteve a cargo de Fernando Schlater, enquanto as esculturas de mármore e bronze foram realizadas por Alfred Adloff, Eduardo de Sá e Giuseppe Gaudenzi. As colunas de mármore de Carrara e seus respectivos capitéis, que compõe as portas de comunicação no prédio, foram confeccionados por João Vicente Friedrichs. É tradição oral que Victor Silva, que orientou o projeto e a decoração, teria se inspirado na Abadia de Sainte-Geneviève de Paris, que havia sido transformada em biblioteca.
Sua fachada, em estilo eclético, mostra uma das mais completas ilustrações do Calendário Positivista, com bustos de seus mais insignes vultos tutelares, constituindo um dos três únicos monumentos deste tipo no mundo. Originalmente, seriam instalados medalhões sobre as janelas com os retratos de Laplace, Descartes, Camões, Bichat, Sócrates, Plutarco, José Bonifácio e Gonçalves Dias, mas acabaram substituídos pelos bustos de mármore entre as janelas inferiores e superiores dos meses positivistas. Do calendário, três meses não aparecem na fachada: o primeiro (Moisés), o segundo (Homero) e o quarto (Arquimedes). Estes, de acordo com Comte, deveriam ser colocados nas capelas internas dos Templos da Humanidade e estão na sala da direção da instituição.
O prédio foi inaugurado como parte das comemorações do Centenário da Independência em 7 de setembro de 1922, pouco antes do falecimento de Victor Silva, que havia sido um dos mais ativos incentivadores do projeto. As instalações foram saudadas pela imprensa local como sendo do mais alto gabarito e elegância, com seus diversos espaços decorados segundo estilos variados, seguindo preceitos Positivistas. Em 1928, com a morte prematura de Eduardo Guimaraens, assume a diretoria o escritor Augusto Gonçalves de Sousa Júnior, que permanece no cargo até 1930.

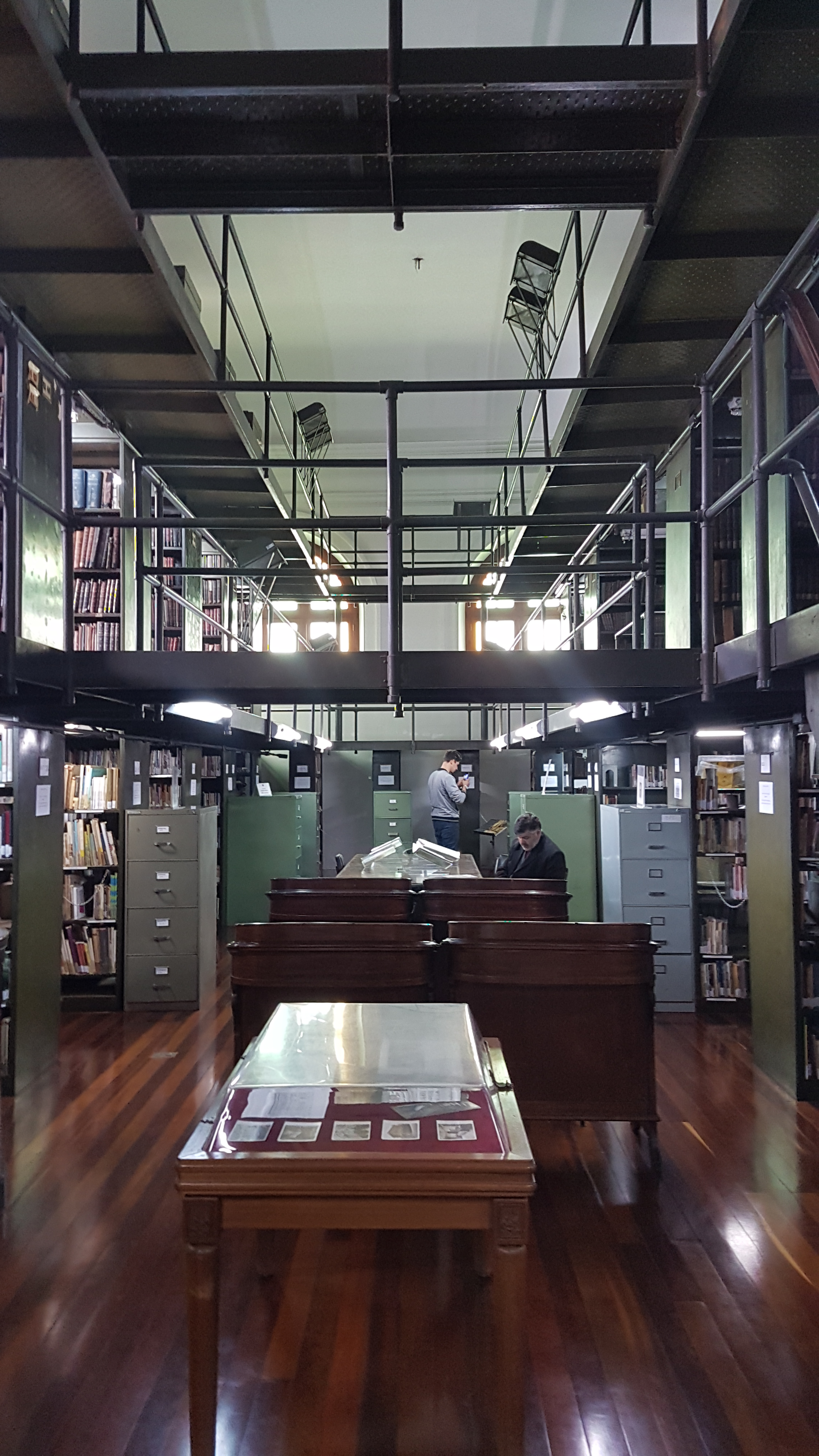
Bens Móveis e Integados e o Acervo de Obras, localizados no segundo andar da Biblioteca.

Vários outros escritores foram diretores da biblioteca, entre eles, Reinaldo Moura (1939-1956), Augusto Meyer (1930-1938), Arthur Ferreira Filho (1956-1959), Mozart Pereira Soares (1991-1993), Jayme Caetano Braun (1959 - 1963), Laury Maciel (1993-1995), Manoelito de Ornellas (1938 − 1939) e Volnyr Santos (2001). A direção da Biblioteca também teve muitas bibliotecárias, que propiciaram grandes melhorias em termos de serviços e criação de setores: Lucília Minssen (1963-1965), Ada Drugg de Freitas (1965-1967), Juliana Vianna Rosa (1967-1982), Leonora Geiss Lund (1983-1984), Ariete Pinto dos Santos (1984-1987), Suzete Levy Nunes Teixeira (1987-1991), Cleci Machado Grandi (1995-1998), Denise Paulsen (1999-2000), Maria Hedy Lubisco Pandolfi (2001-2002), Morgana Marcon (2003-2023) e Ana Maria de Souza (desde 2023).
Ao longo dos anos o prédio sofreu várias agressões. Na década de 1950 teve seu interior reformulado, e as ricas pinturas murais de quase todas as salas foram recobertas por uma camada de tinta neutra. Na década de 1960 alguns de seus mais característicos espaços, ainda com a decoração original, como o Salão Mourisco e o Salão Egípcio, passaram por desastrada restauração. Na década de 1970, parte de seu rico mobiliário e obras de arte foi confiscada para adorno do Palácio Piratini. 
Em 1986 o prédio da Biblioteca foi tombado pelo Instituto do Patrimônio Histórico e Artístico do Estado (IPHAE), e em 2000 pelo Instituto do Patrimônio Histórico Nacional (IPHAN). Em 1998 foi criado o setor de Multimeios, oferecendo acesso público gratuito à internet. Em 2004 foi instalado o setor Braille, com mais de 1.000 títulos em Braille e 2.400 títulos em áudio. 
No período de 2007 a 2013 o prédio histórico esteve novamente em obras, desta vez para recuperação da infraestrutura básica e fachada, que já se encontrava bastante comprometida. Seus serviços, bem como parte do acervo, foram transferidos provisoriamente para dependências da Casa de Cultura Mario Quintana, continuando a atender o público. O retorno da Biblioteca ao prédio histórico se deu somente no final de 2015, quando, entre outras melhorias, foi disponibilizada rede wi-fi ao público. A Gibiteca foi criada em novembro de 2021, atendendo uma demanda antiga do público fã de quadrinhos, com um acervo de mais de 8.000 itens.
A Biblioteca Pública possui um vasto acervo bibliográfico, referência no Brasil, com significativa seção de obras raras, e realiza regularmente recitais de música de câmara e outros eventos culturais.